# مقاطعة تايتونغ
مقاطعة تايتونغ هي مقاطعة في تايوان، تقع في مقاطعة تايوان، بلغ عدد سكانها 218,919  نسمة وذلك حسب إحصائيات سنة ديسمبر 2018، عاصمتها مدينة تايتونج ، تبلغ مساحتها 3,515 كيلومتر مربع.

## الموقع
تشترك في الحدود مع:
- هوالين
- كاوهسيونغ.

## التقسيمات الإدارية
- مدينة تايتونج
- تشنغ قونغ
- غوانشان
- بينان
- داو
- تيمالي

## أعلام
- تشن يونغ تشي
- جاستن هوانغ